# Saskatoon County (circonscription saskatchewanaise)
Pour les articles homonymes, voir Saskatoon (homonymie).
Circonscription électorale provinciale du Canada
Saskatoon County (initialement seulement Saskatoon) est une ancienne circonscription électorale provinciale de la Saskatchewan au Canada. Elle est représentée à l'Assemblée législative de la Saskatchewan de 1905 à 1934.
Issue des 25 premières circonscriptions de la nouvelle province de la Saskatchewan en 1905, elle est abolie avant les élections provinciales de 1934.

## Géographie
Le territoire de la circonscription est maintenant représenté par Martensville, Saskatoon Southeast et Rosetown-Elrose.

## Liste des députés
| Parlement                                        | Années    | Député             | Député                          | Parti             |
| Saskatoon                                        | Saskatoon | Saskatoon          | Saskatoon                       | Saskatoon         |
| ------------------------------------------------ | --------- | ------------------ | ------------------------------- | ----------------- |
| 1re                                              | 1905–1908 |                    | William Charles Sutherland (en) | Libéral           |
| Saskatoon County                                 |           |                    |                                 |                   |
| 2e                                               | 1908–1912 |                    | William Charles Sutherland (en) | Libéral           |
| 3e                                               | 1912-1917 |                    | William Charles Sutherland (en) | Libéral           |
| 4e                                               | 1917–1921 | Murdo Cameron (en) |                                 | Libéral           |
| 5e                                               | 1921–1925 |                    | Charles Agar (en)               | Progressiste (en) |
| 6e                                               | 1925–1929 |                    | Charles Agar (en)               | Progressiste (en) |
| 7e                                               | 1929–1934 |                    | Charles Agar (en)               | Libéral           |
| Circonscription dissoute dans Rosthern et Hanley |           |                    |                                 |                   |